# Lazo
Lazo är en ort i Mexiko.   Den ligger i kommunen Villa Sola de Vega och delstaten Oaxaca, i den sydöstra delen av landet, 400 km sydost om huvudstaden Mexico City. Lazo ligger 1 652 meter över havet och antalet invånare är 110.
Terrängen runt Lazo är varierad. Runt Lazo är det glesbefolkat, med 17 invånare per kvadratkilometer. Närmaste större samhälle är El Arador, 17,8 km nordväst om Lazo. I omgivningarna runt Lazo växer huvudsakligen savannskog.